# Silezia Luzaciană

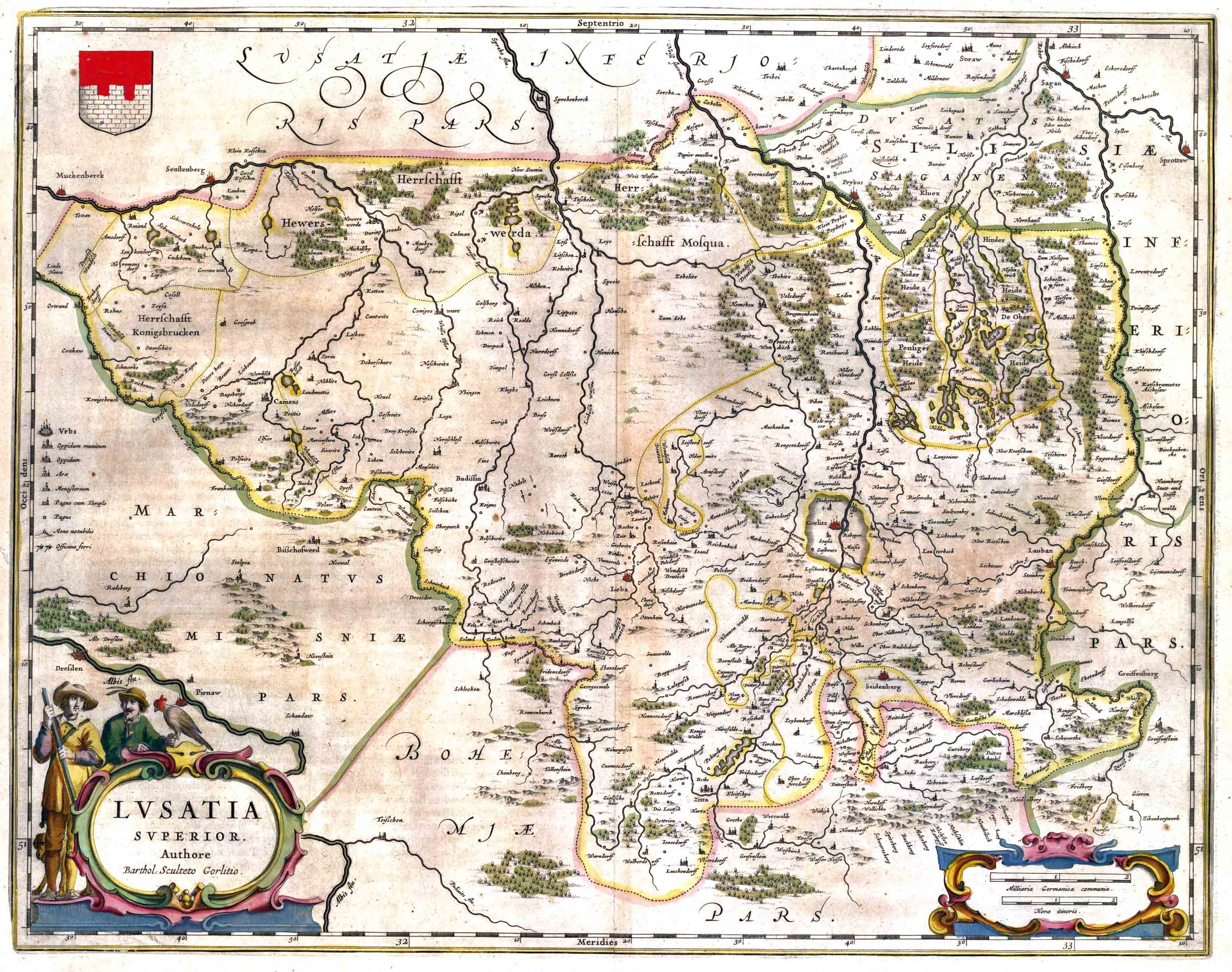
Hartǎ a Sileziei Luzaţiene din 1635

Silezia Luzaciană (de asemenea Silezia Luzațiană; în germană Lausitzer Schlesien) este partea provinciei istorice Silezia situată la vest de râul Neisse și rămasă în componența Germaniei după data de 2 august 1945, moment în care cea mai mare parte a Sileziei a fost cedată Poloniei. 
Între 1815-1945 Silezia Luzațiană a făcut parte din provincia Silezia Inferioară, iar după stabilirea frontierei polono-germane de-a lungul liniei Oder-Neisse a fost inclusă în componența landului Saxonia. 
Are suprafața de cca 1,8 mii km² și 250 mii locuitori (densitatea medie a populației fiind de 140 loc./km²). Cele mai importante orașe sunt Görlitz (70 mii loc.), care este și capitala neoficială a Sileziei germane, și Hoyerswerda (50 mii loc.). Cea mai mare parte a Sileziei Luzațiene formează districtul Silezia Inferioară-Luzația de Sus (în germană Niederschlesischer Oberlausitzkreis) limitat la nord de Niederlausitz. Pe teritoriul Germaniei regiunea se întinde în districtele Bautzen, Görlitz și în parte în sudul districtului Oberspreewald-Lausitz.